# 1520-ті до н. е.

## Правителі
- Фараони Єгипту Яхмос І та Аменхотеп І.
- Цар Вавилону Бурна-Буріаш І;
- Царі Ассирії Ашур-нірарі І та Пузур-Ашур ІІІ;
- Царі Хатті Хуцція І та Телепіну.